# Кониохетовые
Кониохетовые — порядок аскомицетовых грибов класса Sordariomycetes, в состав которого входят: одно семейство — Coniochaetaceae Malloch & Cain, 1971, и роды, не входящие в это семейство (incertae sedis).

## Описание
Виды этого порядка характеризуются тем, что на аскоспорах имеются зародышевые щели (характерная морфологическая черта, из-за которой решили это семейство выделить в самостоятельный порядок).

## Систематика
Ранее семейство входило в состав порядка Sordariales. Хотя это таксономическое положение не устраивало некоторых авторов, и вскоре семейство выделили в отдельный порядок Coniochaetales.
Филогенетический пересмотр, в 2006 году, четырёх родов семейства: Coniochaeta, Coniochaetidium, Ephemeroascus, и Poroconiochaeta, показал, что эти роды не являются монофилетическими и теперь являются синонимами рода Coniochaeta.